# Xã Dalbo, Quận Isanti, Minnesota
Xã Dalbo (tiếng Anh: Dalbo Township) là một xã thuộc quận Isanti, tiểu bang Minnesota, Hoa Kỳ. Năm 2010, dân số của xã này là 743 người.